# Pentila rondo
Pentila rondo är en fjärilsart som beskrevs av Jan Kielland. Pentila rondo ingår i släktet Pentila och familjen juvelvingar. Inga underarter finns listade i Catalogue of Life.